# Auditorio Nelly Goitiño
El Auditorio Nelly Goitiño es un centro cultural de la ciudad de Montevideo, Uruguay.

## Construcción
Originalmente concebido como sala cinematográfica, su proyecto llevó la firma de los arquitectos Rafael Ruano y Julio Pietropinto, siendo inaugurado en 1949 con el nombre de Cine Eliseo.

## Historia
En 1967 fue adquirido por el Servicio Oficial de Difusión, Radiotelevision y Espectáculos para utilizarse como una sala secundaria, aunque en 1971 a consecuencia del incendio del entonces Estudio Auditorio todas las actuaciones y cuerpos estables del instituto debieron concentrarse en el edificio. En 1985 es denominado como Sala José Brunet.
En 2007 fue sometido a una restauración, la cual transformó al edificio en un complejo cultural. La obra significó la posibilidad de contar con una sala central de 475 butacas en tres niveles, un microcine, una sala de ensayos y un espacio para propuestas culturales diversas. El 9 de agosto de 2008 fue reinaugurado como Auditorio Nelly Goitiño, en honor a quien fuese presidenta del instituto y fallecida en el ejercicio de la misma.